# أوسكار غلوخ
أوسكار غلوخ (مواليد 1 أبريل 2004) هو لاعب كرة قدم إسرائيلي يلعب في مركز خط الوسط المهاجم في نادي أياكس.

## مسيرته
بدأ مسيرته في مكابي تل أبيب وإنتقل في 2023 لنادي ريد بل سالزبورغ النمساوي.

### أهدافه الدولية
| # | التاريخ        | المكان                            | الخصم   | الهدف | النتيجة | المسابقة                     |
| - | -------------- | --------------------------------- | ------- | ----- | ------- | ---------------------------- |
| 1 | 20 نوفمبر 2022 | ملعب هموشافا، بتاح تكفا، إسرائيل  | قبرص    | 1–2   | 2–3     | ودية                         |
| 2 | 16 يونيو 2023  | ملعب فيرينك سوسزا، بودابست، المجر | بيلاروس | 2–1   | 2–1     | تصفيات بطولة أمم أوروبا 2024 |
| 3 | 9 سبتمبر 2023  | الملعب الوطني، بوخارست، رومانيا   | رومانيا | 1–1   | 1–1     | تصفيات بطولة أمم أوروبا 2024 |

## روابط خارجية
- أوسكر غلوح على موقع الاتحاد الأوربي (الإنجليزية)
- أوسكر غلوح على موقع إي إس بي إن إف سي (الإنجليزية)
- أوسكر غلوح على موقع قاعدة بيانات كرة القدم.إي يو (الإنجليزية)
- أوسكر غلوح على موقع ليكيب (الفرنسية)
- أوسكر غلوح على موقع ناشيونال فوتبول تيمز (الإنجليزية)
- أوسكر غلوح على موقع Soccerway.com (الإنجليزية)
- أوسكر غلوح على موقع عالم كرة القدم.نت (الإنجليزية)